# Belavia
Belavia Belarusian Airlines , legalmente Joint Stock Company "Belavia Belarusian Airlines" ( bielorrusso : ААТ «Авіякампанія«Белавія» ; russo : ОАО« Авиакомпания «Белавиа» ), é a transportadora de bandeira nacional e companhia aérea de Belarus , com sede em Minsque. A empresa estatal possuía, em 2007, 1.017 funcionários. Belavia atende uma rede de rotas entre cidades europeias e a Comunidade de Estados Independentes, bem como alguns destinos do Oriente Médio a partir de sua base no Aeroporto Nacional de Minsque.

## História

### Primeiros anos
Em 7 de novembro de 1933, o primeiro terminal aéreo da Bielorrússia foi aberto em Minsque. Na primavera seguinte, três aeronaves Po-2 pousaram em Minsque. Eles se tornaram o primeiro avião da frota aérea da Bielorrússia. Em 1936, foi estabelecida a primeira rota aérea regular entre Minsque e Moscou. No verão de 1940, o grupo de aviação civil da Bielorrússia foi oficialmente fundado.
Em 1964, a aeronave Tupolev Tu-134 recebeu registro na Bielorrússia. Em 1973, o então novo Tupolev Tu-134 A começou a operar na Bielorrússia. Em 1983, a empresa começou a receber novos aviões Tupolev Tu-154 .
A companhia aérea foi fundada oficialmente em 5 de março de 1996, na sequência de uma resolução do governo da Bielorrússia "Sobre a reestruturação do transporte aéreo da República da Bielorrússia" , quando a divisão local da Aeroflot foi nacionalizada e renomeada. Entre então e 1998, a Belavia abriu rotas regulares para Pequim, Istambul, Larnaca, Londres, Praga e Roma. Em 1998, a Belavia se fundiu com a MinskAvia, adquirindo vários Antonov An-24, Antonov An-26 e Yakovlev Yak-40, além da frota existente dos aviões Tupolev Tu-134 e Tupolev Tu-154.

### Desenvolvimento desde os anos 2000
Em 18 de maio de 2001, a Belavia iniciou um serviço programado em Minsk-Paris com Tu-134s e Tu-154s.
Em 2003, a Belavia começou a publicar uma revista de bordo Horizons em inglês, russo e bielorrusso. Em 16 de outubro de 2003, a Belavia assinou um contrato de leasing para sua primeira aeronave Boeing 737-500 . Em 2004, a Belavia ampliou as operações e adquiriu mais um Boeing 737. Em 26 de junho de 2004, a Belavia abriu uma nova rota para Hannover, na Alemanha . 2011 viu a introdução de uma nova rota entre Minsk e Helsinki, Finlândia .
Entre 2003 e 2009, a companhia aérea viu seu número de passageiros dobrar e em 2009 atendeu a menos de 700.000 clientes.
Três aeronaves Bombardier CRJ 100 alugadas foram introduzidas em serviços regionais de Minsk. O primeiro foi entregue em fevereiro de 2007, e os outros dois no final de 2007. Eles substituíram diretamente as antigas aeronaves Antonov An-24 e Tupolev Tu-134 .  Estava procurando alugar dois Bombardier CRJ-700s em 2010.  Belavia também planejava se aposentar os restantes Tupolev Tu-154 Ms até 2011, após a aposentadoria do seu último Tupolev Tu-134 no verão de 2009, que foi substituído por um Boeing 737-500 ex-FlyLAL . Em 27 de junho de 2014, foi anunciado um pedido para três Boeing 737-800 a serem adquiridas diretamente pela Belavia. O primeiro deles foi entregue em agosto de 2016.
A Belavia está considerando adicionar aeronaves de longo curso à sua frota para introduzir novas rotas para a China e a América do Norte. O governo também está considerando a fusão da transportadora regional Gomelavia e da transportadora TransAVIAexport Airlines na Belavia.
Em agosto de 2016, a Belavia recebeu sua primeira aeronave com sua nova pintura. Esta é a primeira mudança de marca desde a fundação da empresa em 1996. A nova decoração foi aplicada com um novo Boeing 737-800 . Os 737 muito mais novos substituíram os antigos Tupolev Tu-154. Em 1 de outubro de 2016, a Belavia retirou os dois Tupolev Tu-154s restantes de serviços regulares como uma das últimas companhias aéreas do mundo a fazê-lo.

## Acordos de compartilhamento de código
A Belavia voa para a Ásia, Europa e África a partir de sua base no Aeroporto de Minsk-2. Além dos destinos programados listados aqui, a Belavia opera voos charter para destinos de lazer e charters VIP.
A Belavia possui acordos de codeshare com as seguintes companhias aéreas:
- Air France
- Air Baltic
- Austrian Airlines
- Azerbaijan Airlines
- Czech Airlines
- Etihad
- Finnair
- KLM
- LOT Polish Airlines
- S7 Airlines
- Turkish Airlines
- Ural Airlines
- Uzbekistan Airways

## Frota
| Aeronaves           | Em serviço | Encomendas | Passageiros | Passageiros | Passageiros | Notas           |
| Aeronaves           | Em serviço | Encomendas | C           | Y           | Total       | Notas           |
| ------------------- | ---------- | ---------- | ----------- | ----------- | ----------- | --------------- |
| Boeing 737-300      | 5          | -          | -           | 148         | 148         | Para ser tirado |
| Boeing 737-500      | 6          | -          | 8           | 96          | 104         | Para ser tirado |
| Boeing 737-500      | 6          | -          | -           | 120         | 120         | Para ser tirado |
| Boeing 737-800      | 7          | -          | -           | 189         | 189         |                 |
| Boeing 737 MAX 8    | -          | 4          | TBA         | TBA         | TBA         |                 |
| Bombardier CRJ200ER | 2          | -          | -           | 50.         | 50.         |                 |
| Embraer 175LR       | 4          | -          | 12          | 64          | 76          |                 |
| Embraer 195LR       | 6          | 1          | 11          | 96          | 107         |                 |
| Total               | 30         | 5          |             |             |             |                 |

### Frota Histórica
| Aeronaves         | Notas |
| ----------------- | --- |
| Antonov An-10     | |
| Antonov An-24     | Adquirida em 1998 na MinskAvia |
| Antonov An-26     | Adquirida em 1998 na MinskAvia |
| Ilyushin Il-86    | EW-86062, ex ССР-86062, depois RA-86062 para a Atlant-Soyuz Airlines; Foi usado em 1994 a 1996 em rotas charter para a China e os Estados Unidos. |
| Tupolev Tu-124    | |
| Tupolev Tu-134A   | |
| Tupolev Tu-154B   | Um usado como maquete de treinamento |
| Tupolev Tu-154-B1 | Sucateado |
| Tupolev Tu-154-B2 | 6 sucateados, 9 armazenados no MSQ ; Um usado como maquete de treinamento                                                                         |
| Yakovlev Yak-40   | Adquirida em 1998 na MinskAvia |

## Incidentes e acidentes
- Em 6 de janeiro de 2003, um Yakovlev Yak-40 teve seu para-brisa quebrado durante o vôo, a caminho de Praga. Dois caças da Força Aérea Tcheca acompanharam o avião até um pouso seguro no Aeroporto Internacional de Ruzyně .
- Em 14 de fevereiro de 2008, o vôo 1834 da Belavia , um Bombardier CRJ100ER a caminho de Erevã, Armênia , para Minsque, atingiu sua asa esquerda na pista durante a decolagem do Aeroporto Internacional de Zvartnots , depois caiu no chão, capotou e parou invertida perto da pista. Todos os 18 passageiros e 3 tripulantes conseguiram escapar da aeronave antes que ela explodisse em chamas, em parte devido à resposta oportuna da equipe de bombeiros e resgate no aeroporto. A principal causa do acidente foi a contaminação por gelo, levando a um estol da ala esquerda.

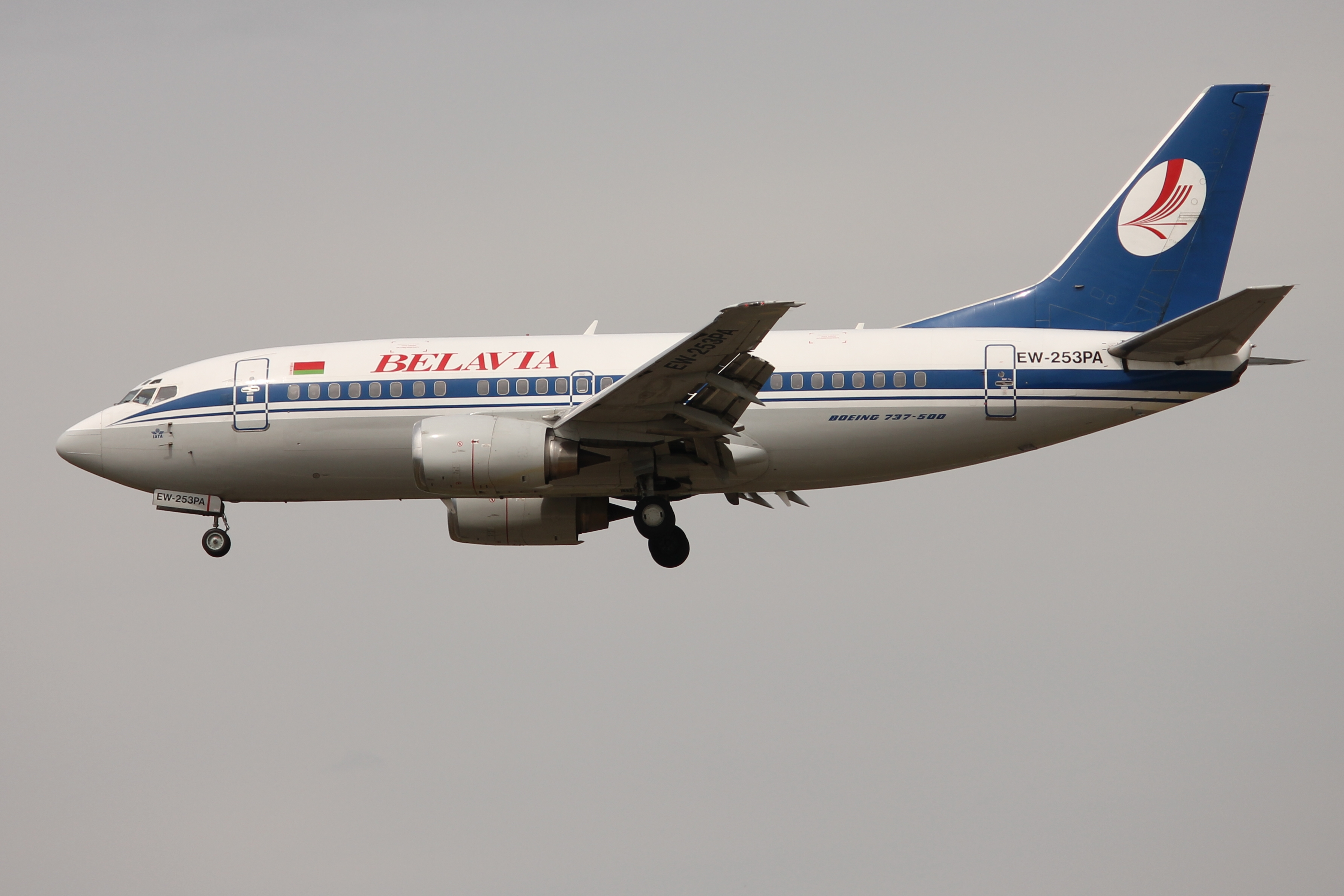
Boeing 737-500 da Belavia